# Ланкастер-хаус
Ланкастер-Хаус (англ. Lancaster house) — особняк на торговом центре в районе Сент-Джеймс в Вест-Энде Лондона. Он находится рядом Грин-парком, Кларенс-хаусом и дворцом Сент-Джеймс, так как большая часть территории когда-то была частью территории дворца. Первоначально запланированный для королевского герцога Йоркского и известный как Йорк-хаус (а затем как Стаффорд-хаус), он в конечном итоге был завершен герцогом Сазерлендом как аристократический таунхаус в начале XIX века, известный своими роскошными интерьерами. Подаренный правительству в начале XX века, в нем расположены правительственные винные погреба, а до Второй мировой войны здесь располагался Лондонский музей. В настоящее время это историческое здание, внесенное в список памятников архитектуры I степени, используется Министерством иностранных дел и по делам Содружества для дипломатических приемов и сопутствующих функций.